# Лајма (Илиноис)
Лајма (енгл. Lima) град је у америчкој савезној држави Илиноис.

## Демографија
По попису из 2010. године број становника је 163, што је 4 (2,5%) становника више него 2000. године.
| Група             | 2000.       | 2010.       |
| Белци             | 154 (96,9%) | 162 (99,4%) |
| Афроамериканци    | 0 (0,0%)    | 0 (0,0%)    |
| Азијати           | 0 (0,0%)    | 0 (0,0%)    |
| Хиспаноамериканци | 4 (2,5%)    | 1 (0,6%)    |
| Укупно            | 159         | 163         |